# Chapman-Kolmogorow-Gleichung
Die Chapman-Kolmogorow-Gleichung ist in der Wahrscheinlichkeitstheorie eine Gleichung für die Übergangswahrscheinlichkeiten bei Markow-Ketten oder allgemeiner bei Markow-Prozessen. Die differentielle Schreibweise der Chapman-Kolmogorow-Gleichung ist als Mastergleichung bekannt.

## Markow-Ketten
Die Chapman-Kolmogorow-Gleichung für Markow-Ketten stellt die Wahrscheinlichkeit für das Eintreffen des Zustandes {\displaystyle y} nach {\displaystyle m+n} Schritten, beginnend im Zustand {\displaystyle x}, als Summe möglicher Wege mit Zwischenstation {\displaystyle z} dar. Formal bedeutet dies:
Sei {\displaystyle (X_{k})_{k\in \mathbb {N} _{0}}} eine Markow-Kette mit Übergangsmatrix {\displaystyle \Pi } und Zustandsraum {\displaystyle \mathrm {E} }.
Dann gilt für alle {\displaystyle x,y\in \mathrm {E} }
{\displaystyle P(X_{m+n}=y\mid X_{0}=x)=\sum _{z\in \mathrm {E} }P(X_{m+n}=y\mid X_{m}=z)P(X_{m}=z\mid X_{0}=x)}.
Der Beweis der Gleichung wird in der Regel wie folgt geführt:
Unter Anwendung der Definition der Matrizenmultiplikation auf die Übergangsmatrix {\displaystyle \Pi =(\Pi (x,y))_{x,y\in \mathrm {E} }} ergibt sich
{\displaystyle {\begin{aligned}P(X_{m+n}=y\mid X_{0}=x)&{\overset {(*)}{=}}\Pi ^{n+m}(x,y)\\&{=}\sum _{z\in \mathrm {E} }\Pi ^{m}(x,z)\Pi ^{n}(z,y)\\&{\overset {(*)}{=}}\sum _{z\in \mathrm {E} }P(X_{m+n}=y\mid X_{m}=z)P(X_{m}=z\mid X_{0}=x)\,,\end{aligned}}}
wobei bei {\displaystyle (\ast )} ausgenutzt wurde, dass {\displaystyle P(X_{m+n}=y\mid X_{n}=x)=\Pi ^{m}(x,y)\,} für alle {\displaystyle m,n\in \mathbb {N} _{0},x,y\in \mathrm {E} \,} mit {\displaystyle P(X_{n}=x)>0\,} gilt.

## Markow-Prozesse
Für einen allgemeinen Markow-Prozess mit der Halbgruppe {\displaystyle (K(t))_{t\geq 0}} von Übergangskernen lässt sich die Chapman-Kolmogorow-Gleichung auch kurz schreiben als
{\displaystyle \forall \,s,t\in \mathbb {R} _{\geq 0}:\quad K(s+t)=K(s)K(t)\,,}
wobei {\displaystyle K(s)K(t)} die Komposition von Kernen bezeichnet. Induktiv lässt sich daraus herleiten, dass
{\displaystyle \forall \,n\in \mathbb {N} ,t_{1},\ldots ,t_{n}\in \mathbb {R} _{\geq 0}\quad K\left(\sum _{i=1}^{n}t_{i}\right)=\prod _{i=1}^{n}K(t_{i})\,.}